# Теренс Ванкутен
Теренс Оуен Ванкутен (англ. Terence Owen Vancooten, нар. 29 грудня 1997, Кінгстон-апон-Темс) — гаянський футболіст, захисник клубу «Стівенідж» та національної збірної Гаяни.
Вихованець різноманітних молодіжних академій, у 2014 році приєднався до «Стайнс Таун», а починаючи з сезону 2015/16 років став стабільним гравцем основного складу команди. Влітку 2016 року приєднався до складу представника Чемпіоншипу «Редінг», проте виступав в оренді за «Біллерикей Таун» та «Бейсінгсток Таун». У липні 2019 року перебрався в «Стівенідж».
Учасник Золотого кубка КОНКАКАФ 2019 року.

## Клубна кар'єра

### Ранні роки
Футболом розпочав займатися в «Гемптон енд Річмонд Боро», після чого перебрався до юнацької команди «Лізергід», за який виступав у чемпіонату Західного Суррея U-16. Під час виступів у «Лізергіді» його помітили скаути «Брентфорда», які запросили його на прегляд в команду, за результатами якого в 2014 році Теренс перебрався до клубу з Західного Лондону. На початку 2014 року приєднався до «Стайнс Таун», де виступав за юнацьку команду клубу в змаганнях під егідою Футбольної асоціації Міддлесексу. Вдало зарекомендував себе в матчах за молодіжну команду, почав залучатися до тренувань з головною командою, а в сезоні 2015/16 років зіграв за першу команду 10 матчів у всіх турнірах.
Напередодні старту сезону 2016/17 років приєднався до «Редінга», де виступав за команду U-23. Після деклькох поєдинків за команду U-23, у листопаді 2016 року відправився в 1-річну оренду до «Біллерикей Таун». У команді зіграв 5 поєдинків, після чого повернувся до «Редінга». 25 лютого 2017 року відправився в чергову оренду, до завершення сезону 2016/17 років, цього разу до «Бейсінгсток Таун» з Прем'єр-дивізіону Південної футбольної ліги. У футболці «Бейсінгстока» зіграв 9 поєдинків, після чого повернувся до «Редінга». По завершенні сезону Ванкутен отримав статус вільного агента.

### «Стівенідж»
Після відходу з «Редінга» проходив зіграв у всіх передсезонних матчах представника Другої ліги «Стівенідж». 18 липня 2017 року, після вдалих виступів у товариських матчах, підписав 1-річний контракт з можливістю продовження ще на 1 рік. Приєднавшись до клубу, Ванкутен заявив: «Не можу дочекатися, коли я навчусь всього та вдосконалюся як гравець. Я вже так багато взяв на себе. І гравці, і керівництво були для мене блискучими, отож я впевнений, що перебуваю на правильному шляху». На професіональному рівні дебютував 26 серпня 2017 року в переможному (1:0) виїзному поєдинку Футбольної ліги проти принципових суперників-земляків, «Барнета». Теренс вийшов на поле на 83-й хвилині матчу. Протягом наступних двох місяців закріпився в команді, у жовтні 2017 року підписав з командою «розширену та покращену» угоду. У сезоні 2017/18 років зіграв 24 матчі.
У першій половині сезону 2018/19 років зіграв лише 9 матчів. Взагалі не грав протягом трьох місяців, повернувшись до стартового складу «Стівеніджа» 6 квітня 2019 року в переможному (2:0) виїзному поєдинку проти «Грімсбі Таун». У квітні 2019 року отримав нагороду ПФА Ком'юниті за внесок у розвиток громади в Стівеніджі. В останніх шести матчах сезону відіграв «від свистка до свистка», в яких «Стівенідж» здобув п'ять перемог та одну нічию, проте команда не змогла поборотися за потрапляння в плей-оф за підвищення в класі, оскільки посіла 10-е місце в Другій лізі. Наступного сезону зіграв за команду 15 матчів. Станом на 14 лютого 2020 року відіграв за клуб зі Стівеніджа 50 матчів в національному чемпіонаті.

## Виступи за збірну
У жовтні 2017 року викликаний до табору національної збірної Гаяни на товариський матч проти Гренади. У цьому поєдинку (проти Гренади) вийшов на поле в стартовому складі (7 жовтня), проте гаянці програли з рахунком 0:1. Потрапив до списку з 23-х гравців збірної Гаяни для участі в Золотому кубку КОНКАКАФ 2019 року, своєму першому великому турнірі на міжнародному рівні. Зіграв у всіх 3-х матчах збірної Гаяни на Золотому кубку, проте його збірна фінішувала на 3-у місці у своїй групі.

## Статистика виступів

### Клубна
Станом на match played 21 December 2019
| Клуб                        | Сезон             | Ліга                                       | Ліга  | Ліга | Кубок ФА | Кубок ФА | Кубок Ліги | Кубок Ліги | Інші  | Інші | Загалом | Загалом |
| Клуб                        | Сезон             | Дивізіон                                   | Матчі | Голи | Матчі    | Голи     | Матчі      | Голи       | Матчі | Голи | Матчі   | Голи    |
| --------------------------- | ----------------- | ------------------------------------------ | ----- | ---- | -------- | -------- | ---------- | ---------- | ----- | ---- | ------- | ------- |
| «Стайнс Таун»               | 2015–16           | Прем'єр-дивізіон Істмійської ліги          | 9     | 0    | 1        | 0        | —          | —          | 0     | 0    | 10      | 0       |
| «Редінг»                    | 2016–17           | Чемпіоншип                                 | 0     | 0    | 0        | 0        | —          | —          | 0     | 0    | 0       | 0       |
| «Біллерикей Таун» (оренда)  | 2016–17           | Прем'єр-дивізіон Істмійської ліги          | 5     | 0    | 0        | 0        | —          | —          | 0     | 0    | 5       | 0       |
| «Бейсінгсток Таун» (оренда) | 2016–17           | Прем'єр-дивізіон Південної футбольної ліги | 9     | 0    | 0        | 0        | —          | —          | 0     | 0    | 9       | 0       |
| «Стівенідж»                 | 2017–18           | Друга ліга                                 | 22    | 0    | 0        | 0        | 0          | 0          | 2     | 0    | 24      | 0       |
| «Стівенідж»                 | 2018–19           | Друга ліга                                 | 12    | 0    | 0        | 0        | 0          | 0          | 3     | 0    | 15      | 0       |
| «Стівенідж»                 | 2019–20           | Друга ліга                                 | 11    | 0    | 1        | 0        | 1          | 0          | 1     | 0    | 14      | 0       |
| «Стівенідж»                 | Загалом           | Загалом                                    | 45    | 0    | 1        | 0        | 1          | 0          | 6     | 0    | 53      | 0       |
| Усього за кар'єру           | Усього за кар'єру | Усього за кар'єру                          | 68    | 0    | 2        | 0        | 1          | 0          | 6     | 0    | 77      | 0       |

1. 1 2 3  Матч(і) в Трофеї ФЛ

### У збірній
| Національна команда | Сезон   | Матчі | Голи |
| ------------------- | ------- | ----- | ---- |
| Гаяна               | 2017    | 2     | 0    |
| Гаяна               | 2018    | 1     | 0    |
| Гаяна               | 2019    | 8     | 0    |
| Загалом             | Загалом | 11    | 0    |